# ニック・ナース
ニコラス・デビッド・ナース（Nicholas David Nurse, 1967年7月24日 - ）は、アメリカ合衆国アイオワ州キャロル出身のバスケットボール指導者。NBAのフィラデルフィア・76ersでヘッドコーチを務めている。

## 経歴

### NBA
北アイオワ大学卒業直後の1989年から、カレッジ、海外で指導者を経験した後、2007年、NBA下部のDリーグのアイオワ・エナジーでヘッドコーチの職を得て、2011年まで務めた後、2011年から2013年まで、同じくDリーグのリオグランデバレー・バイパーズでヘッドコーチを務めた。2013年7月にドウェイン・ケイシーがヘッドコーチを務めるトロント・ラプターズのアシスタントコーチに就任し、2018年までケーシーのもとでアシスタントを務め、ケイシー退任に伴い、2018年6月14日、ケイシーの後継としてヘッドコーチに昇格した。就任1年目にしてレギュラーシーズンを2位で通過、カンファレンスファイナルでミルウォーキー・バックス、NBAファイナルでゴールデンステート・ウォリアーズを破り、球団創設初のNBAファイナル優勝に貢献した。
2019年FIBAバスケットボール・ワールドカップの期間限定でカナダ代表ヘッドコーチに就任した。
2023年6月1日、フィラデルフィア・76ersのヘッドコーチに就任した。

## ヘッドコーチ成績
| チーム | シーズン | G  | W  | L  | W–L% | シーズン結果         | PG | PW | PL | PW–L% | 最終結果          |  |
| ------ | -------- | -- | -- | -- | ---- | -------------------- | -- | -- | -- | ----- | ----------------- |  |
| TOR    | 2018–19  | 82 | 58 | 24 | .707 | アトランティック１位 | 24 | 16 | 8  | .667  | NBAファイナル優勝 |  |
| Career | Career   | 82 | 58 | 24 | .707 |                      | 24 | 16 | 8  | .667  |                   |  |